# Mazères-Lezons
Mazères-Lezons – miejscowość i gmina we Francji, w regionie Nowa Akwitania, w departamencie Pireneje Atlantyckie.
Według danych na rok 1990 gminę zamieszkiwało 2079 osób, a gęstość zaludnienia wynosiła 520 osób/km² (wśród 2290 gmin Akwitanii Mazères-Lezons plasuje się na 201. miejscu pod względem liczby ludności, natomiast pod względem powierzchni na miejscu 1484.).